# Terza ondata femminista
La terza ondata femminista (in inglese, Third-wave feminism) è un'iterazione del movimento femminista che iniziò nei primi anni '90 negli Stati Uniti e continuò fino all'ascesa della quarta ondata negli anni 2010.
Nate negli anni '60 e '70 come membri della generazione X e radicate nei progressi dei diritti civili della seconda ondata, le femministe della terza ondata abbracciarono l'individualismo e la diversità e cercarono di ridefinire cosa significasse essere una femminista.
Secondo la studiosa femminista Elizabeth Evans, la "confusione che circonda ciò che costituisce il femminismo della terza ondata è per alcuni aspetti la sua caratteristica distintiva".
La terza ondata è dovuta all'emergere della sottocultura punk femminista "riot grrrl" a Olympia, Washington, nei primi anni '90, e alla testimonianza televisiva di Anita Hill nel 1991—a un comitato giudiziario del Senato tutto maschile e composto da uomini caucasici—che Clarence Thomas, nominato e alla fine confermato alla corte suprema degli Stati Uniti, l'aveva molestata sessualmente.
Il termine terza ondata (Third-wave) è attribuito a Rebecca Walker, la quale ha risposto alla nomina di Thomas alla Corte Suprema con un articolo sulla rivista Ms., "Becoming the Third Wave" (1992).
Rebecca Walker scrisseː
()
Walker cercò di stabilire che il femminismo della terza ondata non era solo una reazione, ma un movimento in sé, perché la causa femminista aveva più lavoro da fare.
Il termine intersezionalità - per descrivere l'idea che le donne sperimentino "strati di oppressione" causati, ad esempio, da genere, razza e classe - è stato introdotto da Kimberlé Williams Crenshaw nel 1989, ed è stato durante la terza ondata che il concetto è cresciuto.
Quando le femministe si affacciarono al mondo del web, alla fine degli anni '90 e all'inizio degli anni 2000, e raggiunsero un pubblico globale con blog ed e-zine, ampliarono i loro obiettivi, concentrandosi sull'abolizione degli stereotipi del ruolo di genere e sull'espansione del femminismo per includere donne con diverse identità razziali e culturali.
La terza ondata vide l'emergere di nuove correnti e teorie femministe, come l'intersezionalità, la positività sessuale, l'ecofemminismo vegetariano, il transfemminismo ed il femminismo postmoderno.

## Storia
I diritti e i programmi acquisiti dalle femministe della seconda ondata sono serviti da base per la terza ondata. I guadagni includevano il Title IX (pari accesso all'istruzione); discussione pubblica sull'abuso e lo stupro delle donne; accesso alla contraccezione e ad altri servizi riproduttivi (compresa la legalizzazione dell'aborto); la creazione e l'applicazione di politiche di molestie sessuali per le donne sul posto di lavoro; la creazione di rifugi per donne e bambini vittime di abusi domestici; servizi di assistenza all'infanzia; finanziamenti educativi per le giovani donne; e programmi di studi per donne.
Le leader femministe appartenenti alla seconda ondata come Gloria Anzaldúa, bell hooks, Cherríe Moraga, Audre Lorde, Maxine Hong Kingston e altre femministe di colore, hanno cercato di negoziare uno spazio all'interno del pensiero femminista per la considerazione della razza.
Cherríe Moraga e Gloria E. Anzaldúa avevano pubblicato l'antologia This Bridge Called My Back (1981), che, insieme a All the Women Are White, All the Blacks Are Men, But Some of Us Are Brave (1982), a cura di Akasha ( Gloria T.) Hull, Patricia Bell-Scott e Barbara Smith, hanno sostenuto che il femminismo di seconda ondata si era concentrato principalmente sui problemi delle donne bianche.
Nell'intervallo tra la fine degli anni '70 e l'inizio degli anni '80, le guerre sessiste femministe sorsero come una reazione contro il femminismo radicale della seconda ondata e le sue opinioni sulla sessualità, contrastandolo con un concetto di "positività sessuale" e preannunciando la terza ondata.

## Primi anni
Riot grrrl
L'emergere di riot grrrl, la sottocultura punk femminista, nei primi anni '90 a Olympia, Washington, segnò l'inizio del femminismo della terza ondata. La tripla "r" in grrrl era destinata a reclamare la parola ragazza per donne.  Alison Piepmeier scrive che Riot Grrrl e la Action Girl Newsletter di Sarah Dyer hanno formulato "uno stile, una retorica e un'iconografia per zrrl zines" che arrivarono a definire il femminismo di terza ondata e che si concentrava sul punto di vista delle ragazze adolescenti. Basato sul hard-core punk rock, il movimento ha creato zines e arte, ha parlato di stupro, patriarcato, sessualità e responsabilizzazione femminile, ha iniziato i capitoli e ha supportato e organizzato le donne nella musica.
Un volantino del tour della band Bikini Kill, senza data, ha chiesto "cos'è Riot grrrl?"
Perché in ogni forma di media io mi/ci vedo schiaffeggiata, decapitata, derisa, oggettificata, stuprata, banalizzata, spinta, ignorata, stereotipata, presa a calci, disprezzata, molestata, messa a tacere, invalidata, ferita, accoltellata, colpita, uccisa. … PERCHÉ dev'essere creato uno spazio sicuro per le ragazze in cui possiamo aprire gli occhi e metterci in contatto senza essere minacciate da questa società sessista e dalle nostre stronzate quotidiane. ... PERCHÉ noi ragazze vogliamo creare medium che parlano agli Stati Uniti. Siamo stanchi di boy band dopo boy band, boy zine dopo boy zine, boy punk dopo boy punk dopo boy. Perché sono stanca di queste cose che mi accadono; Non sono un giocattolo del cavolo. Non sono un sacco da boxe. Non sono uno scherzo.
Riot Grrrl è stata fondata sulla filosofia fai-da-te dei valori punk, adottando una posizione anti-corporate e di autosufficienza e fiducia. La sua enfasi sull'identità femminile universale e il separatismo apparivano spesso più strettamente connessi al femminismo di seconda ondata. Le band associate al movimento includevano Bratmobile, Excuse 17, Jack Off Jill, Free Kitten, Heavens to Betsy, Huggy Bear, L7, Fifth Column e Team Dresch.
La cultura di Riot Grrrl ha dato alla gente lo spazio per attuare il cambiamento su una scala macro, meso e micro.
Come spiega Kevin Dunn:
()
La scomparsa di riot grrrl è legata alla mercificazione e alla falsa rappresentazione del suo messaggio, principalmente attraverso la copertura mediatica.  Scrivendo sulla rivista Billboard, Jennifer Keishin Armstrong afferma:
()
El Hunt di NME afferma: "Le band di Riot grrrl in generale erano molto concentrate nel creare spazio per le donne ai concerti. Comprendevano l'importanza di offrire alle donne una piattaforma e una voce per parlare contro gli abusatori. Per molte giovani donne e ragazze, che probabilmente non seguivano affatto la scena di Riot grrrl, le Spice Girls hanno portato questo spirito nel mainstream e lo hanno reso accessibile.

### Anita Hill
Nel 1991 Anita Hill accusò Clarence Thomas, un giudice afroamericano che era stato nominato alla Corte suprema degli Stati Uniti, di molestie sessuali. Thomas ha negato le accuse, definendole un "linciaggio ad alta tecnologia". Dopo un ampio dibattito, il Senato degli Stati Uniti ha votato 52-48 a favore di Thomas. In risposta, la rivista Ms. Magazine ha pubblicato un articolo di Rebecca Walker, intitolato "Becoming the Third Wave", in cui affermava: "Non sono una femminista post-femminismo. Sono la terza ondata". Molti hanno sostenuto che Thomas dovesse essere assolto a causa dei suoi piani per creare opportunità per le persone di colore. Quando Walker chiese al suo compagno la sua opinione e lui disse la stessa cosa, lei chiese: "Quando i neri progressisti daranno la priorità ai miei diritti e al mio benessere?" Voleva l'uguaglianza razziale ma senza allontanare le donne.
Nel 1992, soprannominato "Anno della donna"("Year of the Woman"), quattro donne entrarono al Senato degli Stati Uniti per unirsi alle due già presenti. L'anno seguente un'altra donna, Kay Bailey Hutchison, vinse un'elezione speciale, portando il numero a sette. Gli anni '90 hanno visto la prima donna procuratore generale e segretario di Stato degli Stati Uniti, nonché la seconda donna della Corte suprema, Ruth Bader Ginsburg, e la prima First Lady americana, Hillary Clinton, ad avere una carriera politica indipendente, giuridica ed attivista.

## Proposito
Probabilmente la più grande sfida al femminismo di terza ondata era che i vantaggi del femminismo di seconda ondata erano dati per scontati e l'importanza del femminismo non era compresa. Baumgardner e Richards (2000) hanno scritto: "Per chiunque sia nato dopo i primi anni '60, la presenza del femminismo nelle nostre vite è data per scontata. Per la nostra generazione, il femminismo è come il fluoro. Non ci accorgiamo quasi di averlo, è semplicemente in acqua. "
Sostanzialmente, l'affermazione era che l'uguaglianza di genere era già stata raggiunta, attraverso le prime due ondate, e che ulteriori tentativi di spingere per i diritti delle donne erano irrilevanti e inutili, o forse spingevano il pendolo troppo a favore delle donne. Questo problema si è manifestato nei dibattiti accesi sul fatto che l'azione affermativa stesse creando l'uguaglianza di genere o punendo i maschi bianchi della classe media per la storia biologica che avevano ereditato.
Il femminismo di terza ondata si è quindi concentrato sull'aumento della coscienza(consciousness-raising): "la capacità di una persona di aprire la mente al fatto che il dominio maschile influisce sulle donne della nostra generazione, è ciò di cui abbiamo bisogno.
Le femministe della terza ondata si sono spesso impegnate nella "micro-politica" e hanno sfidato il paradigma della seconda ondata su ciò che era buono per le donne.
Gli ideatori del femminismo della terza ondata hanno affermato che alle donne è permesso definire il femminismo da sole. Descrivendo il femminismo di terza ondata in Manifesta: Young Women, Feminism And The Future (2000), Jennifer Baumgardner e Amy Richards hanno suggerito che il femminismo potrebbe cambiare con ogni generazione e individuo:
()
Le femministe della terza ondata hanno usato le narrazioni personali come una forma di teoria femminista. Esprimere esperienze personali ha dato alle donne lo spazio per riconoscere che non erano sole nell'oppressione e nella discriminazione che hanno dovuto affrontare. L'uso di questi account ha dei vantaggi perché registra dettagli personali che potrebbero non essere disponibili nei testi storici tradizionali.
L'ideologia della terza ondata si è concentrata su un'interpretazione più post-strutturalista del genere e della sessualità. Le femministe post-strutturaliste vedevano i binari come maschio-femmina come un costrutto artificiale creato per mantenere il potere del gruppo dominante. Nel 1998 Joan W. Scott scrisse che "i poststrutturalisti insistono sul fatto che parole e testi non hanno significati fissi o intrinseci, che non esiste una relazione trasparente o evidente tra loro e anche idee o cose, nessuna corrispondenza di base o ultima tra lingua e mondo ".

### Relazione con la seconda ondata
La seconda ondata di femminismo è spesso accusata di essere elitaria e di ignorare gruppi come donne di colore e donne transgender, concentrandosi invece su donne bianche, di classe media e cis-gender. Le femministe della terza ondata hanno messo in dubbio le credenze dei loro predecessori e hanno iniziato ad applicare la teoria femminista a una più ampia varietà di donne, che non erano state precedentemente incluse nell'attività femminista. Davies, Edward (2018). Third Wave Feminism and Transgender: Strength Through Diversity 
Amy Richards ha definito la cultura femminista per la terza ondata come "terza ondata perché rappresenta il fatto di essersi sviluppata con il femminismo". 
Le femministe della seconda ondata crebbero dove la politica si intrecciava all'interno della cultura, come "Kennedy, la guerra del Vietnam, i diritti civili e i diritti delle donne". Al contrario, la terza ondata è nata da una cultura di "punk-rock, hip-hop," zines, prodotti, consumismo e Internet ".  In un saggio intitolato "Generazioni, femministe accademiche nel dialogo" Diane Elam ha scritto:
()
Rebecca Walker, in "To Be Real: Telling the Truth and Changing the Face of Feminism" (1995), ha scritto della sua paura del rifiuto da parte di sua madre (Alice Walker) e sua madrina (Gloria Steinem) per aver sfidato le loro opinioni:

## Problemi

### Violenza contro le donne
La violenza contro le donne, inclusi lo stupro, la violenza domestica e le molestie sessuali, è diventata una questione centrale. Organizzazioni come V-Day formate con l'obiettivo di porre fine alla violenza di genere e espressioni artistiche, come The Vagina Monologues, hanno generato consapevolezza. Le femministe della terza ondata volevano trasformare le nozioni tradizionali di sessualità e abbracciare "un'esplorazione dei sentimenti delle donne sulla sessualità che includeva argomenti diversi incentrati sulla vagina come l'orgasmo, la nascita e lo stupro"

### Diritti sulla riproduzione
Uno degli obiettivi primari del femminismo di terza ondata era dimostrare che l'accesso alla contraccezione e all'aborto sono i diritti riproduttivi delle donne. Secondo Baumgardner e Richards, "Non è l'obiettivo del femminismo controllare la fertilità di una donna, ma solo liberare ciascuna donna per controllarla". Il tentativo del Sud Dakota del 2006 di vietare l'aborto in tutti i casi, tranne quando necessario per proteggere la madre la vita, e il voto della Corte Suprema degli Stati Uniti per sostenere il divieto parziale di aborto alla nascita sono stati visti come restrizioni ai diritti civili e riproduttivi delle donne Le restrizioni all'aborto negli Stati Uniti, che sono state per lo più legalizzate dalla decisione della Corte Suprema del 1973 in Roe v. Wade, stavano diventando più comuni negli stati del paese. Questi includevano periodi di attesa obbligatori, leggi sul consenso dei genitori, e leggi sul consenso sponsale.

### Reclami sui termini dispregiativi
Si è continuato a parlare delle donne riferendosi a loro con termini dispregiativi. Inga Muscio ha scritto: "Suppongo che siamo liberi di cogliere una parola che è stata scelta e cooptata in un passato lontano e pieno di dolore, con un riscatto che è costato la libertà ai bambini, alle tradizioni, all'orgoglio e alla terra delle nostre nonne. "
Riprendendo la parola "bitch" è stato alimentato dal singolo "All Women Are Bitches" (1994) della band di sole donne Fifth Column, e dal libro Bitch: In Praise of Difficult Women (1999) di Elizabeth Wurtzel.
L'utilità della strategia di bonifica è diventata un argomento caldo con l'introduzione di SlutWalks nel 2011. Il primo ha avuto luogo a Toronto il 3 aprile dello stesso anno in risposta all'osservazione di un agente di polizia di Toronto che "le donne dovrebbero evitare di vestirsi come prostitute per non essere vittimizzate. "  Ulteriori SlutWalks sono sorti a livello internazionale, tra cui a Berlino, Londra, New York City, Seattle e West Hollywood. Diversi blogger femministi hanno criticato la campagna; il recupero della parola "slut" è stato messo in discussione.

### Emancipazione sessuale
Le femministe della terza ondata hanno ampliato la definizione di liberazione sessuale delle femministe della seconda ondata per "definire un processo per diventare consapevole dei modi in cui l'identità e la sessualità della propria persona sono state modellate dalla società e quindi costruire intenzionalmente (e diventare liberi di esprimere) la propria autentica identità di genere". Dal momento che il femminismo della terza ondata si basava su diverse definizioni personali per spiegare il femminismo, vi è una controversia su ciò che la liberazione sessuale comporta realmente. Molte femministe della terza ondata hanno sostenuto l'idea che le donne dovrebbero abbracciare la loro sessualità come un modo per riprendersi il potere.

### Altri problemi
Il femminismo della terza ondata considerava la razza, la classe sociale e i diritti transgender come temi centrali. Ha inoltre prestato attenzione alle questioni relative al luogo di lavoro come il glass ceiling, le politiche ingiuste di congedo di maternità, il sostegno della maternità alle madri single attraverso l'assistenza sociale e la cura dei figli, il rispetto delle madri che lavorano e i diritti delle madri che decidono di lasciare le loro carriere per crescere i loro figli a tempo pieno.

## Criticità

### Mancanza di coesione
Una questione sollevata dai critici è stata la mancanza di coesione provocata dall'assenza di un'unica causa per il third-wave feminism. La prima ondata si è battuta per ottenere il diritto di voto per le donne. La seconda ondata ha lottato per il diritto delle donne ad avere accesso alle pari opportunità nella forza lavoro, così come per la fine della discriminazione sessuale legale. La terza ondata mancava presumibilmente di un obiettivo coeso ed era spesso vista come un'estensione della seconda ondata. Alcuni sostenevano che la terza ondata poteva essere definita la "Seconda ondata, Parte Seconda" quando si trattava di politica del femminismo e che "solo la giovane cultura femminista" sarebbe " la reale terza ondata" Una spiegazione delineava l'equazione del movimento femminista della terza ondata con l'individualismo che impediva al movimento di crescere e di muoversi verso obiettivi politici. Kathleen P. Iannello ha scritto:
()

### Obiezione al "costrutto dell'onda"
Studiose femministe come Shira Tarrant si sono opposte al "costrutto dell'onda" perché ignorava importanti progressi tra un periodo e l'altro. Inoltre, se il femminismo è un movimento globale, ha sostenuto, il fatto che "i periodi di prima, seconda e terza ondata corrispondano più da vicino agli sviluppi femministi americani" solleva seri problemi su come il femminismo non riesca a riconoscere la storia delle questioni politiche in tutto il mondo. Il "costrutto dell'onda", hanno sostenuto le critiche, si è concentrato anche sul suffragio delle donne bianche e ha continuato ad emarginare le questioni delle donne di colore e delle donne di classe inferiore.

### Rapporto con donne di colore
Le femministe della terza ondata si proclamano come l'ondata più inclusiva del femminismo. I critici hanno notato che, pur essendo progressiste, è ancora prevista l'esclusione delle donne di colore. Le femministe nere sostengono che "i movimenti per i diritti delle donne non sono stati unicamente per la liberazione dei neri o delle donne nere". Piuttosto, sforzi come il suffragio delle donne e l'abolizione della schiavitù, alla fine, hanno sollevato, rafforzato e avvantaggiato la società bianca e le donne bianche"

### Girly feminism
Il femminismo della terza ondata è stato spesso associato, soprattutto dai suoi critici, all'emergere delle cosiddette femministe "emancipate"o “femminili" e all'ascesa della "cultura razziale". Questo perché queste nuove femministe sostenevano "le espressioni della femminilità e della sessualità femminile come una sfida all'oggettivazione". Di conseguenza, questo includeva il licenziamento di qualsiasi restrizione, sia essa considerata patriarcale o femminista, per definire o controllare come le donne o le ragazze dovessero vestirsi, agire, o in generale esprimersi. Queste posizioni emergenti erano in netto contrasto con le tensioni anti-pornografiche del femminismo prevalenti negli anni Ottanta. Il femminismo della seconda ondata vedeva la pornografia come un incoraggiamento alla violenza nei confronti delle donne. Le nuove femministe postulavano che la capacità di fare scelte autonome sull'espressione di sé potesse essere un atto di resistenza, non semplicemente un'oppressione interiorizzata.
Tali opinioni sono state criticate a causa della natura soggettiva dell'empowerment e dell'autonomia. Gli studiosi non erano sicuri se l'empowerment fosse meglio misurato come un "sentimento interno di potere e di agenzia" o come una "misura esterna di potere e di controllo". Inoltre criticarono un eccessivo investimento in "un modello di libero arbitrio e scelta" nel mercato delle identità e delle idee. Indipendentemente da ciò, le femministe "girly" cercarono di aprirsi a tutti i diversi profili mantenendo un dialogo sul significato dell'identità e della femminilità nel mondo contemporaneo.
Le femministe della terza ondata affermano che questi punti di vista non dovrebbero essere limitati dall'etichetta di femminismo "girly" o considerati come semplici sostenitori della "cultura razziale". Piuttosto, hanno cercato di essere comprensivi dei molteplici ruoli che le donne svolgono. Gli studiosi di genere, Linda Duits [nl] e Liesbet van Zoonen hanno evidenziato una certa inclusione guardando alla politicizzazione delle scelte dell’abbigliamento femminile e a alle “ scelte sartoriali controverse delle ragazze" e che le donne costituiscono, secondo l’opinione pubblica, "un luogo di necessaria regolamentazione" Così l'"hijab" e la "camicia da pancia", come scelte di abbigliamento, sono state entrambe identificate come richieste di regolamentazione, ma per ragioni diverse. Entrambe causarono polemiche, pur apparendo come forme opposte di espressione di sé. Attraverso la lente delle femministe "girly", si possono vedere entrambe come simboli di "agenzia politica e resistenza all'oggettivazione". L'"hijab" potrebbe essere visto come un atto di resistenza contro l'ambivalenza occidentale verso l'identità islamica, e la "camicia di pancia" come un atto di resistenza contro le visioni ristrette della società patriarcale sulla sessualità femminile. Entrambe erano considerate valide forme di espressione di sé.